# Liên đoàn bóng đá Tanzania
Liên đoàn bóng đá Tanzania (tiếng Swahili: Shirikisho la Mpira wa Miguu Tanzania; tiếng Anh: Tanzania Football Federation; TFF) là tổ chức quản lý, điều hành các hoạt động bóng đá ở Tanzania. Liên đoàn quản lý đội tuyển bóng đá quốc gia Tanzania, tổ chức các giải bóng đá như vô địch quốc gia và cúp quốc gia. Liên đoàn bóng đá Tanzania gia nhập FIFA và CAF cùng năm 1964.